# Peter Baumgartner (Maler)

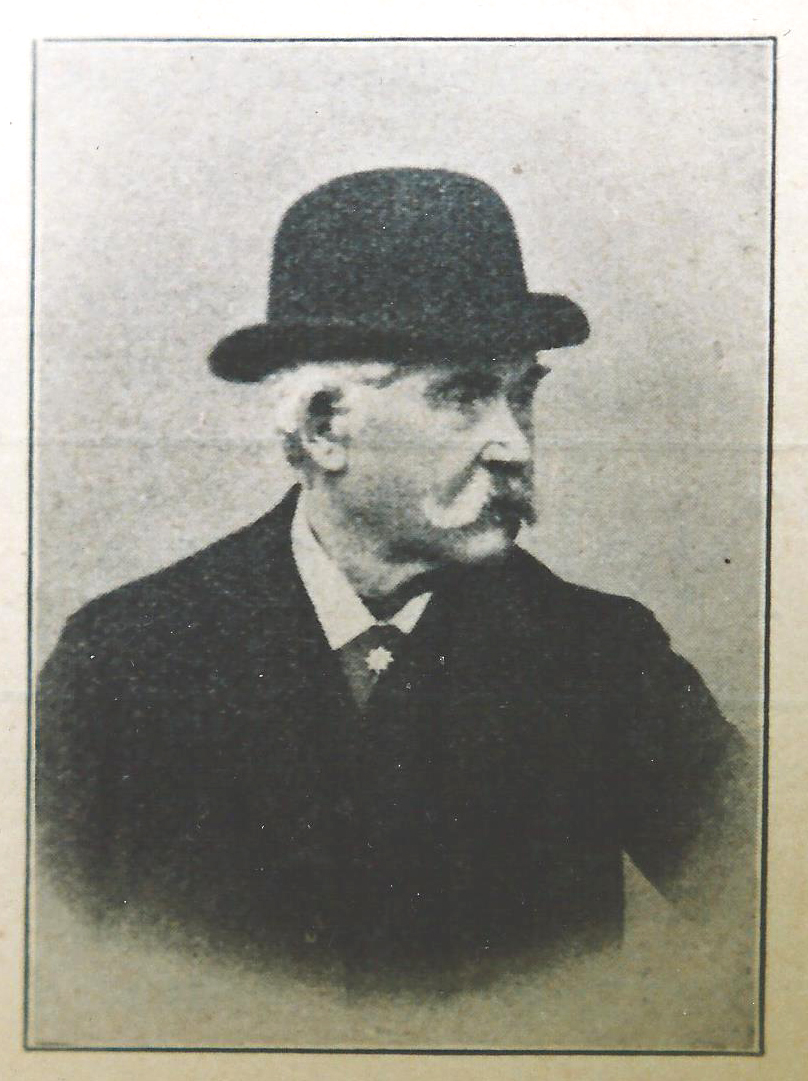
Peter Baumgartner

Peter Baumgartner (* 24./25. Mai 1834 in Giesing bei München; † 12. Dezember 1911 in München) war ein deutscher Maler.

## Leben
Als Sohn des Zimmermanns Leonhard Baumgartner und seiner Ehefrau Katharina, geb. Wetsch, wurde Peter Baumgartner im damals noch nicht nach München eingemeindeten Dorf Giesing geboren. Eine erste künstlerische Ausbildung erhielt er in der „Zeichnungsschule“ von Jakob Filser. Anschließend studierte der 16-Jährige zunächst am Münchner Polytechnikum bei Joseph Anton Rhomberg und seit 1849 an der Kunstakademie München, unter anderem bei Hermann Anschütz und Johann Georg Hiltensperger. Nachdem er sich durch das Malen von Bildnissen genug eigenes Geld verdient hatte, wurde er 1857 Privatschüler im Atelier des Akademieprofessors Carl Theodor von Piloty, der ihn bald zur Mitarbeit an Auftragswerken hinzuzog. Zusammen mit Piloty bereiste er die Rheinlande, Frankreich, Flandern und Österreich.
Anfang 1862 heiratete Baumgartner Anna Bernklau (1846–1918) aus München, mit der er fünf Kinder hatte, von denen ihn allerdings nur eine Tochter überlebte. Die Familie wohnte in München unter verschiedenen Adressen, bis der erfolgreiche Künstler 1875 ein eigenes Haus in der Georgenstraße und 1878 in Schwabing erwerben konnte. Geschätzt wurden „Baumgartners menschliche Erscheinung, gekennzeichnet durch vornehme Denkungsart, berechtigtes Selbstbewusstsein, stete Hilfsbereitschaft“ und seine „grenzenlose Abneigung gegen jeden Schein.“
Die Hintergründe, Interieurs und Details der meisten seiner Werke aus dem Leben der Kinder oder der Bauern und ihrer städtischen Besucher recherchierte Baumgartner in Oberbayern und in der Bergwelt Tirols; daneben gestaltete er Themen aus Literatur (Don Quichote) und Sage (Die Sieben Schwaben), aber auch Blumenstücke und Stillleben. Neben den Gemälden sind auch Baumgartners Skizzenbücher von großem Reiz gewesen, die er mit Notizen nach der Natur, unter anderem auch mit Tier- und gelegentlichen Porträtdarstellungen (u. a. von Wilhelm Busch, Franz von Lenbach, Hermann Kaulbach, Julius Victor Carstens und Hermann Anschütz) füllte; leider ist über ihren Verbleib, wie auch den seiner zahlreichen Ölskizzen, nichts bekannt geworden.
Als sein erstes Gemälde gilt Landsknechte in einer Kirche, Beute auswürfelnd, ausgestellt 1858 in München. Es folgten Die sieben Schwaben in der Schmiede 1859, das anlässlich seiner Präsentation im Münchner Kunstverein lobend besprochen wurde: „(…). Die Ausführung des Einzelnen der Costüme und Ausrüstung der Schmiede und ihrer Geräthschaften war von einer photographischen Greifbarkeit und Wahrheit, wie sie unter den Münchener Malern selten gesehen wird.“. Nach weiteren Kompositionen entstand 1861 als letztes Bild noch in der Pilotyschule das Bildnis seiner Braut, Anna Bernklau. Der Bettelmönch von 1862 wurde anlässlich der Kunstausstellung der Weltausstellung in Melbourne, 1883, mit einer Goldenen Medaille ausgezeichnet. Ab Ende der 1860er Jahre wandte sich Baumgartner den für sein Werk charakteristischen ländlichen Motiven zu, mit Szenen von der Alm und ihren städtischen Besuchern, aus bürgerlichen, bäuerlichen und Pfarrhaushalten und anderen, überwiegend humorvoll aufgefassten Begebenheiten.

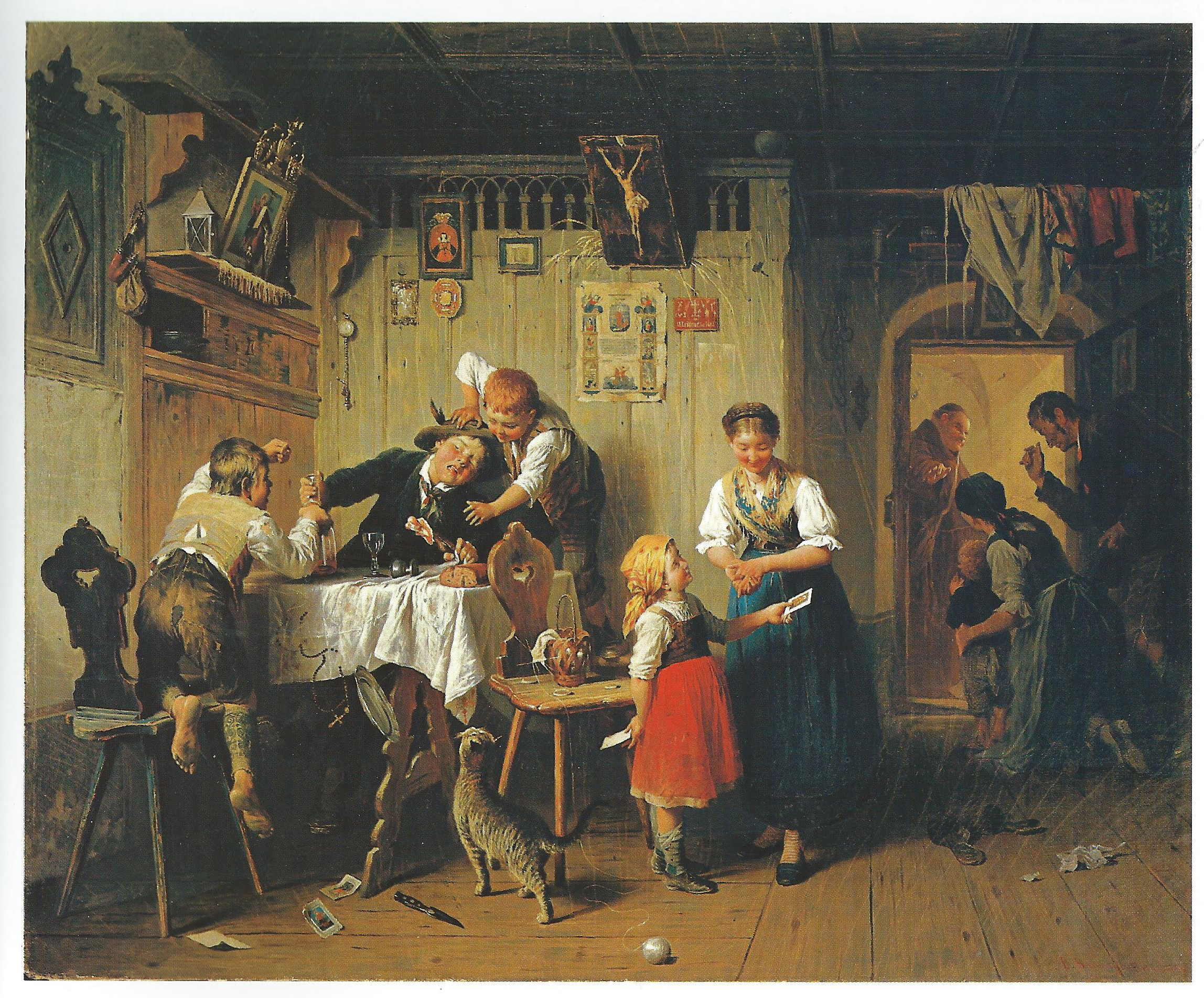
Peter Baumgartner: Der Kampf um die Überreste, 1880

In dem 1880 gemalten Bild Der Kampf um die Überreste, in dem sich Bauernburschen über die von einem Mönch hinterlassenen Essensreste hermachen, wird in der bühnenartigen Komposition die Beziehung zum oberbayrischen Bauerntheater deutlich, die u. a. Henry Albrecht in seiner Illustration Das Volksschauspiel im bayrischen Hochlande: Eine Szene aus „Jägerblut“ festgehalten hat.
Baumgartner war Mitglied der Münchner Künstlergenossenschaft (MKG) und des Kunstvereins und befreundet u. a. mit den Malerkollegen Anton Braith, Rudolf Epp, Johann Baptist Hofner und Christian Mali. Eine Vielzahl seiner Arbeiten wurde – großteils über die Kunsthandlungen Hugo Helbing und J. B. Neumann in München – in die Schweiz, vor allem aber auch in die USA verkauft. Mit der technischen und künstlerischen Qualität seines Lebenswerkes ist Baumgartner als bedeutender Vertreter der Münchner Malerei der zweiten Hälfte des 19. Jahrhunderts einzuordnen.
Der Maler starb im Alter von 77 Jahren nach einem Gehirnschlag in München. Er wurde auf dem Münchner Nordfriedhof beigesetzt, sein Grab wurde 1981 aufgelassen.

## Werke (Auswahl)
- Landsknechte in einer Kirche, Beute auswürfelnd, 1858; Deutsche allgemeine und historische Kunstausstellung, München 1858
- Das gestörte Mittagsmahl; ein Soldat auf Schildwache wird von seinem Hauptmann beim Essen überrascht, 1861
- Die Liebeserklärung, Don Quixote erklärt der Dulcinea seine Liebe, 1861; Abb. als Holzstich in: Illustr. Ztg. Leipzig, Band 38 (1868/69), S. 176
- In der Waldschmiede; ein Kapuziner läßt in der verfallenen, in den Fels gebauten Hütte des Schmieds seinen Esel beschlagen, 1862
- Der erhörte Bittgang, 1865
- Der Ehevertrag; Brautpaar in oberbayrischer Tracht von Beratern begleitet beim Advokaten, 1866
- Der Brautunterricht durch den Pfarrer, 1866
- Die Martinsgans; Mönch und Küchenmädchen, 1869
- Ehepaar beim Haareschneiden, 1872
- Ankunft auf der Alm, 1877
- Gestörte Mittagsruhe; schlafender Pfarrer von einem Brautpaar geweckt; 1878
- Der Kampf um die Überreste, 1880
- Der Maler auf der Alm, 1883
- Der Naturforscher auf der Alm, 1883
- Heimkehr vom Markt, 1888